# فدراسیون فوتبال الجزایر
فدراسیون فوتبال الجزایر (عربی: الإتحادیة الجزائریة لکرة القدم) نهاد اداره‌کننده مسابقات فوتبال و فوتسال در کشور الجزایر است.
این فدراسیون که در سال ۱۹۶۲ تأسیس شده عضو کنفدراسیون فوتبال آفریقا و فیفا نیز می‌باشد و مقر آن در شهر الجزیره است.